# Ramón de Garciasol
Miguel Alonso Calvo, conocido como Ramón de Garciasol (Humanes, Guadalajara,  29 de septiembre de 1913-Madrid, 14 de mayo de 1994) fue un poeta, ensayista, biógrafo y narrador español, miembro de la generación del 36.

## Biografía
Hijo de humildes artesanos dedicados a la confección de alpargatas, estudió bachillerato -gracias a becas, conseguidas con mucho esfuerzo y dedicación- en el Instituto Brianda de Mendoza de Guadalajara y Derecho en la Universidad Central, carrera que no llegó a ejercer. Amigo desde la infancia del dramaturgo Antonio Buero Vallejo, en el prólogo que este escribió para la Segunda selección de mis poemas de Garciasol, nos ofrece datos biográficos de gran interés: "después llegó la guerra, y con ella, vibrantes poemas desperdigados en publicaciones hoy perdidas. Miguel no es combatiente de fusil y disparos; sus débiles ojos lo impiden. Como voluntario sin embargo, servirá a la causa de la República en diversos puestos." Trabajó como corrector de estilo hasta su jubilación en la editorial Espasa Calpe. En dicha editorial no sólo publicó varios de sus libros, sino que además su poemario Diario de un trabajador está dedicado por entero a los trabajadores de la misma. Uno de ellos a su compañero y amigo, también corrector de estilo: "A José Fernández Castillo, trabajador ejemplar y hombre puro", que también estuvo, como él, en el campo de concentración de Albatera.
Adscrito ideológicamente a la izquierda, durante la Guerra Civil se implicó en la causa republicana y colaboró en la publicación UHP-Milicias Alcarreñas. Al finalizar la guerra estuvo detenido en el campo de concentración de Albatera.
El seudónimo de Ramón de Garciasol, según el propio escritor, trataba de ocultar su nombre verdadero con el que había publicado Alba de sangre en 1937, o sus poesías de estos años de guerra, por temor a la represión franquista de la posguerra.

## Obra

### Poesía
- Agradecimiento (1951)
- Canciones (1952)
- Palabras mayores (1952)
- Defensa del hombre (1955)
- Tierras de España (1955)
- La madre (1958)
- Sangre de par en par (1960)
- Poemas de andar España (1962)
- Correo para la muerte (1963)
- Fuente serena (1965)
- Antología provisional, Madrid, Aguilar, 1967.
- Apelación al tiempo (1968)
- Del amor y del camino (1970)
- Los que viven por sus manos (1970)
- Atila (1973)
- Poemas testamentarios (1973)
- Decido vivir (1976)
- Las horas del amor y otras horas (1976)
- Libro de Tobía (1976)
- Mariuca (1977)
- Memoria amarga de la paz de España (1978)
- Segunda selección de mis poemas (1980), con prólogo de Antonio Buero Vallejo.
- Escuela de la pobreza: Maquiavelo: 1469-1527 (1981)
- Recado de El Escorial (1982)
- Diario de un trabajador (1983)
- Testimonio de la palabra (1984)
- Notaría del tiempo (1985)

### Ensayo
- Vida heroica de Miguel de Cervantes (1944)
- Una pregunta mal hecha: ¿Qué es la poesía? (1954)
- Lección de Rubén Darío (1961)
- Presencia y lección de Rubén Darío (1961)
- Claves de España : Cervantes y el Quijote (1965)
- Quevedo (1976)
- Rubén Darío en sus versos (1978)
- Cervantes (1982)